# Bundesstraße 97
Pour les articles homonymes, voir B97 et Route 97.
La Bundesstraße 97 (abrégé en B 97) est une Bundesstraße reliant Dresde à Schenkendöbern.

## Localités traversées
- Dresde
- Königsbrück
- Bernsdorf
- Hoyerswerda
- Spremberg
- Cottbus
- Roggosen
- Schenkendöbern